# Moritzoppia incisa
Moritzoppia incisa är en kvalsterart som beskrevs av Sandór Mahunka och Luise Mahunka-Papp 2000. Moritzoppia incisa ingår i släktet Moritzoppia och familjen Oppiidae. Inga underarter finns listade i Catalogue of Life.